# Norops sagrei
Norops sagrei är en ödleart som beskrevs av  Duméril och BIBRON 1837. Norops sagrei ingår i släktet Norops och familjen Polychrotidae.

## Underarter
Arten delas in i följande underarter:
- N. s. ordinatus
- N. s. sagrei
- N. s. mayensis
- N. s. greyi
- N. s. luteosignifer
- N. s. nelsoni